# سارة تافاريس
سارة تافاريس (بالبرتغالية: Sara Tavares‏) (1 فبراير 1978 - 19 نوفمبر 2023)، هي ممثلة وملحنة وعازفة الجيتار. برتغالية الأصل ووالديها من الرأس الأخضر. نشأت في البرتغال. مع مزيج من الموسيقى الأفريقية والأروبية والبرتغالية.

## أغانيها
- 2006 : الأرجوحة
- 2008 : لشبونة على قيد الحياة
- 2009 : إكسيني[3]

## روابط خارجية
- سارة تافاريس على موقع IMDb (الإنجليزية)
- سارة تافاريس على موقع ميوزك برينز (الإنجليزية)
- سارة تافاريس على موقع أول ميوزيك (الإنجليزية)
- سارة تافاريس على موقع ديسكوغز (الإنجليزية)
- سارة تافاريس على موقع قاعدة بيانات الفيلم (الإنجليزية)